# Pliolophus
Pliolophus is een geslacht van uitgestorven onevenhoevige zoogdieren dat behoort tot de paardachtigen. Vertegenwoordigers ervan leefden in het Vroeg-Eoceen (ongeveer 50 miljoen jaar geleden). Fossiele overblijfselen zijn gevonden in Europa en Noord-Amerika. Het geslacht wordt beschouwd als een van de oudst bekende paardachtigen.

## Beschrijving
Deze paardachtigen waren niet groter dan een middelgrote hond, veel kleiner dan hedendaagse paarden. De poten waren kort, en de voorste hadden vier tenen met kleine hoeven, terwijl de achterste drie tenen hadden. De nek was kort, terwijl de rug sterk gebogen was, zoals bij de meeste hoefdieren die in dichte bossen leven. De tanden van Pliolophus bestonden uit premolaren en kiezen met een selenodonstructuur, dat wil zeggen met halvemaanvormige kammen, verschillend van de tanden van basale onevenhoevigen als Hallensia, met selenolophodonte tanden zoals die van tapirs.

## Classificatie
Pliolophus wordt beschouwd als een van de eerste vertegenwoordigers van de paardachtigen, waarvan de moderne vertegenwoordigers in het geslacht Equus (paarden, ezels en zebra's) worden geplaatst. Veel soorten die momenteel aan Pliolophus worden toegeschreven, werden oorspronkelijk opgenomen in het geslacht Hyracotherium, klassiek bekend als het eerste paard. Meer recente studies (Froehlich, 2002) veronderstellen echter dat de eerst beschreven soort Hyracotherium leporinum eigenlijk een lid was van de familie Palaeotheriidae, basale onevenhoevigen die vaag lijken op tapirs. De andere soorten die in het geslacht Hyracotherium waren geplaatst, en die als echte paardachtigen werden beschouwd, moesten daarom naar andere geslachten verhuizen. Voor sommige hiervan werd het geslacht Pliolophus, waarvan de beschrijving en naam in 1858 door Richard Owen waren gepubliceerd, nieuw leven ingeblazen. De in dit geslacht opgenomen soorten zijn Pliolophus vulpiceps, gevonden in Europa, en de Noord-Amerikaanse Pliolophus pernix; de laatste wordt echter ook wel in het geslacht Sifrhippus, eveneens basale paardachtigen, geplaatst.

## Paleo-ecologie
De kenmerkende kammen op de tanden van Pliolophus geven aan dat dit dier was aangepast aan een dieet op basis van bladeren; de brede viertenige voorpoten maakten het mogelijk om behendig te bewegen op zachte en beboste gronden.